# Pseudozoysia
Pseudozoysia és un gènere monotípic de plantes de la subfamília de les cloridòidies, família de les poàcies, ordre de les poals, subclasse de les commelínides, classe de les liliòpsides, divisió dels magnoliofitins. La seva única espècie: Pseudozoysia sessilis Chiov., és originària de Somàlia.
Planta perenne, amb culms de 10-15 cm, lígula amb una franja de pèls. Inflorescència composta de raïms. Raïms al llarg d'un eix central; en un fals pic multilateral; oblonga; tenint 2 espiguetes fèrtils en cadascuna. Raquis obsolet. Espiguetes en parells. Espiguetes fèrtils sèssils; 2 al raïm; la part superior més petita.